# Baby, You Can Drive My Car
Baby, You Can Drive My Car is de achtste aflevering van het tiende seizoen van het tienerdrama Beverly Hills, 90210, die voor het eerst werd uitgezonden op 10 november 1999.

## Plot
Janet zit vol stress over de aankomende bruiloft met Steve, zij kan niet beslissen over de datum want zij wil eerst de zaal en catering geregeld hebben. Steve echter maakt zich niet druk en neemt aan dat alles wel goed komt maar maakt zich zorgen om Janet die nu echt hoogzwanger is. Steve en Janet besluiten om een speurtocht te organiseren voor hun vrienden die in teams de tocht moeten doorstaan en degene die het einde halen wacht een feest ter ere van de zwangerschap van Janet en hun vrijgezellenfeest. De vrienden worden in drie groepen verdeeld, groep één bevat Donna en Matt en groep twee bevat David, Kelly en Noah en als laatste groep drie bevat Dylan en Gina. Vol enthousiasme beginnen zij met de speurtocht, maar zodra zij in de auto zitten beginnen de problemen. David en Kelly krijgen ruzie over het feit dat de vader van David, Mel, in een nachtclub met stripteasedanseressen is geweest en nu bekend is gemaakt bij Kelly’s moeder Jackie door Gina. David vindt dit zwaar overdreven terwijl Kelly haar moeder groot gelijk geeft. Kelly neemt het Noah kwalijk dat hij mede verantwoordelijk was voor de nachtclub situatie en Noah begint zich steeds meer opgelaten te voelen en als hij Donna tegenkomt dan vraagt hij haar te ruilen zodat hij met Matt verder kan met de speurtocht. Ondertussen zijn Dylan en Gina ook onderweg en als Gina een zielig hondje ziet lopen dan wil zij stoppen om voor de hond te zorgen maar Dylan wil gewoon doorgaan en dit leidt tot ergernis bij Gina. Dit loopt zo hoog op dat Gina ruilt met Kelly en Donna zodat zij met David naar het hondje kan gaan zoeken. Uiteindelijk komen zij allemaal op het eindpunt aan in een prachtig park en ontdekken dan dat zij terechtkomen in een bruiloft tussen Janet en Steve, zij hebben besloten om zo te gaan trouwen om voor zichzelf een hoop rust te zorgen. Emotioneel geven zij elkaar het jawoord en de vrienden zijn blij voor hen. Na het huwelijk vertelt Gina tegen Dylan dat zij twijfelt over hun relatie en als zij hoort van hem dat zij waarschijnlijk nooit zullen trouwen maakt zij het uit en landt uiteindelijk in bed met David. Kelly gaat bij Dylan langs en hoort van hem dat hij haar gezien heeft in de trouwjurk die zij aan had toen zij wilde trouwen met Brandon, dit nieuws komt hard aan bij haar.
Dylan zit in zijn kantoor als Andrew hem vereert met een bezoek, Andrew is de leider van het buurtcentrum en vraagt voor donateurs voor het buurtcentrum. Dylan is wel bereid om geld te schenken en er ontstaat een soort vriendschap tussen hen, als zij later met zijn tweeën aan het wandelen zijn dan verteld Andrew aan Dylan dat hij homo is en dat hij dit geheim wil houden om zijn baan niet te riskeren. Dylan vertelt hem dat dit onzin is en dat hij hier gewoon open in moet zijn. Later komen zij twee mannen tegen die Andrew in elkaar slaan vanwege zijn homo zijn. Hij en Dylan komen niet ongeschonden uit de strijd en Andrew vertelt aan zijn baas dat hij gewond is geraakt bij een auto-ongeluk, later moet hij toch eerlijk vertellen wat er gebeurd is en krijgt dan te horen dat hij beter niet meer kan komen werken in het buurtcentrum.

## Rolverdeling
- Jennie Garth - Kelly Taylor
- Ian Ziering - Steve Sanders
- Brian Austin Green - David Silver
- Tori Spelling - Donna Martin
- Luke Perry - Dylan McKay
- Joe E. Tata - Nat Bussichio
- Lindsay Price - Janet Sosna
- Daniel Cosgrove - Matt Durning
- Vanessa Marcil - Gina Kincaid
- Vincent Young - Noah Hunter
- Robb Derringer - Andrew Emery
- Ken Jenkins - Dominee Neal
- Peggy Stewart - mevr. Fike